# Casa Gobba
La Casa Gobba è un edificio situato a Follonica, nella provincia di Grosseto, in Toscana.
La sua posizione è nella centrale piazza del Popolo, di fronte al lungomare, adiacente alla sede della Pinacoteca civica.

## Storia
Il nucleo originale dell'edificio nacque nel 1581, quando vennero costruiti nei pressi del porticciolo due magazzini del ferro a uso dei forni fusori di Follonica e di Valpiana, «uno pel Signore di Piombino e l'altro per la Magona». La struttura fu ampliata nel 1734 con due recinti detti "scottieri", destinati a depositi dell'ematite estratta da Rio nell'Elba. Nel 1773 fu sopraelevato per realizzare il quartiere sottotetto per l'alloggio del custode.
Dalle carte del 1783 e del 1801, realizzate rispettivamente da Giorgio Kindt e da Bernardino della Porta, si deduce come il magazzino dello stabilimento di Follonica, a uso del Principato di Piombino, occupasse la parte settentrionale dello stabile, mentre la parte meridionale era destinata alla Magona granducale operante nelle ferriere di Valpiana e Accesa.
A partire dal 1809, sotto la direzione di Walser Kriemler, il fabbricato fu ingrandito a più riprese fino al 1835, senza tuttavia perdere le proprie funzioni, rimanendo a lungo deposito per lo scarico e smistamento della vena di ferro, ghisa e getti, e anche di foraggio per gli animali (cavalli, buoi), impegnati dai vetturini.
Tra il 1922 e 1923 la parte settentrionale dell'edificio venne demolita e ricostruita in stile neoclassico per ospitare la locale casa del fascio, poi casa del popolo dopo la guerra e infine pinacoteca civica dal 1995. Il fabbricato originario dei magazzini, con il caratteristico tetto spiovente e le forme irregolari, è da allora conosciuto con il nome di "Casa Gobba".
La Casa Gobba ha ospitato l'ufficio locale marittimo della Capitaneria di porto fino al 2017, anno in cui l'ente è stato trasferito nella vicina Casa Storta, edificio di proprietà demaniale.